# لهيب الانتقام (فلم)
لهيب الانتقام فيلم جريمة مصري من إنتاج سنة 1993. وهو من أفلام عيد الفطر 1413 هـ.  الفيلم من إخراج سمير سيف، وتأليف يحيي جاد، وإنتاج أفلام مصر العربية، ومن بطولة نور الشريف، وصلاح ذو الفقار، ولبلبة، والشحات مبروك. قصة الفيلم مقتبسة من الفيلم الأمريكي Death Wish 4: The Crackdown، بطولة تشارلز برونسون، وإخراج جيه. لي تومسون، إنتاج سنة 1987.

## القصة
مقدم «مدحت» وحش الأمن المركزي، وبطل العمليات الإنتحارية، والحاصل على فرقة مكافحة الاٍرهاب، والمتزوج من خبيرة المساج «منى» ووالد الطفل أشرف. تمكن مؤخرًا من القبض على القرش تاجر المخدرات، الذي تعب الداخلية، ولكنه حصل علي البراءة، بفضل جيش من المحامين، وتمكن رجاله من دس الكوكايين بسيارة مدحت، فأجبرته الداخلية على تقديم إستقالته، وعاش عالة على زوجته، يقضى لها إحتياجات المنزل، وإضطر لعرض سيارته للبيع، ليمكنه تسديد أقساطها، وفي تلك الأثناء دعاه للعمل معه الحاج عبد الفضيل عبد الغني رجل البر والتقوى، بانى المساجد والمستشفيات، وصاحب مصنع تعليب السمك بالسويس، وطلب منه التخلص من الرؤوس الكبيرة من تجار المخدرات، الذين تسببوا بمصرع إبنته بجرعة زائدة من الهيروين، وهم الذين لايمكن القبض عليهم متلبسين، ودائما أيدى العدالة بعيدة عنهم، وأغراه بمبلغ كبير، ووافق على المهمة، حيث أمده «الحاج عبد الفضيل» بمعلومات دقيقة جدًا عن أسماء وسلوك وأماكن تواجد التجار المراد التخلص منهم، وكميات من السلاح المطلوب لإتمام المهمة، واستعان مدحت بالمجند المشاغب السابق بديوى مصطفى منصور، الذي خاف في البداية، ولكنه سرعان ماوافق على معاونته بعد مصرع عشيقته دنيا على يد زوجها تاجر الكوكايين خليل سيد البيه الشهير بالبرنس، والذي يتخذ من القرش معاونًا له، وإستغل مدحت ولع البرنس بالنساء، وإقتحم الجرسونيرة التي يلتقى فيها بالنساء الساقطات، وأجبره على ترك رسالة إنتحار وقتله، وألقوا بالقرش من منور الأسانسير، وكان التاجر الثاني ملك الحشيش فتوح دياب الذي إقتحموا قلعته المحصنة وسط مزارعه بالصعيد، وقتلوه ورجاله، وأبلغوا البوليس عن مصنعه لتعبئة الحشيش بالبدروم، وكان التاجر الثالث ملك الهيروين عبد السلام السحرتى  ملك الهيروين. ورغم انهم نجحوا في إقتحام حصنه، إلا إنهم فشلوا بقتله بعد أن كشف هويتهم، وقام بخطف منى زوجة مدحت.
أجبره على الحضور لإنقاذها، وحاول رجاله اغتصاب زوجته أمامه، فإضطر للبوح باسم وعنوان عبد الفضيل، فذهبوا إليه وقتلوه، بينما تمكن بديوى من إنقاذ مدحت وزوجته، وصمم مدحت على الأنتقام من عبد السلام، وتمكن من قتله، غير انه إكتشف أن المقتول باسم عبد الفضيل، ليس الرجل الذي إتفق معه، والذي أختفى تمامًا، ولكنه إستطاع تتبع سائقه فرغلي وعثر عليه، ليخبره أن إسمه طلعت عبد النبى، وهو تاجر مخدرات أراد أن يتخلص من منافسيه، وسلمه باقي حسابه، بينما قام مساعده بوضع متفجرات بسيارة مدحت، وشاهده بديوي، فنقل المتفجرات لسيارة طلعت، فلما حاول الأخير التفجير لاسيلكيًا، انفجرت سيارته ومعه رجاله، بينما حصل زميله بالداخلية صفوت على تسجيل لمحادثة مدحت  مع طلعت لتقديم التماس بعودة مدحت للداخلية.

## طاقم التمثيل
- نور الشريف بدور المقدم مدحت شوقي[6][7]
- صلاح ذو الفقار بدور الحاج عبد الفضيل عبد الغني
- لبلبة بدور منى
- الشحات مبروك بدور المجند سابقًا
- كنعان وصفي بدور فتوح
- مصطفى متولي
- إبراهيم نصر
- ليلى فهمي
- عبير عادل
- علي قاعود
- مصطفى الشامي
- سهير توفيق
- نبيل الهواري
- قاسم الدالي
- حمدي السخاوي
- عادل هلال
- أحمد طه
- فكري طه
- سمير حسين
- نبيل كمال
- سيد مصطفى
- حسن توتالة
- صالح العويل

## وصلات خارجية
- لهيب الانتقام على موقع قاعدة بيانات الأفلام العربية
- لهيب الانتقام على موقع IMDb (بالإنجليزية)